# Dover Sun House
Das Dover Sun House entstand in den 1940er Jahren im Rahmen eines langjährigen Forschungsprojektes des Massachusetts Institute of Technology (MIT) mit dem Ziel, Solarenergie für den Menschen nutzbar zu machen.
Das MIT startete den Aufbau von Solarhäusern, nachdem es 1938 eine Spende von Godfrey Lowell Cabot erhielt, mit der Vorgabe, diese zu verwenden, um Solarenergie für die Nutzung durch die Menschen umzuwandeln.
Das Dover Sun House ist das sechste Solarhaus das nicht vom MIT, sondern von der Bostoner Erbin und Bildhauerin Amelia Peabody finanziert wurde. Dies war notwendig, da die Idee, Natriumsulfat zur Speicherung der Energie zu verwenden, abgelehnt wurde. Damit war Mária Telkes vom MIT gezwungen, ihre Idee mit Sponsorengeldern umzusetzen.

## Entstehung
Die Umsetzung des Dover Sun House hatte ein großes Medienecho zu seiner Zeit, was auf das reine Frauenteam zurückzuführen war. Die Tatsache, dass es das erste Haus mit einem passiven Solarheizkonzept war, wurde dadurch etwas in den Hintergrund gedrängt.
Die Architektur des Hauses wurde von der Architektin Eleanor Raymond entworfen.
Mária Telkes vom MIT entwarf das Energiekonzept.

## Heizung
Das Haus wurde ausschließlich mit Solarenergie beheizt und zwar mit einem sehr ungewöhnlichen Konzept.
Ein Sonnenkollektor, der aus zwei Glasplatten bestand und durch eine schwarze Metallplatte abgeschlossen wurde, wurde nach Süden ausgerichtet. Die Luft wurde über Ventilatoren zum Energiespeicher geleitet.
Für die Speicherung der Wärme wurden 28 Tonnen Natriumsulfat, auch Glaubersalz genannt, benutzt. Dabei wurde die Energie beim Aggregatzustandswechsel genutzt, also das Schmelzen und Wiederverfestigen von Natriumsulfat bei einer Temperatur von 32 °C.

## Gebäudenutzung
1948 wurde das Dover Sun House in Dover fertiggestellt, und Verwandte von Maria Telkes bewohnten das Haus, bis drei Jahre später Probleme mit der Technik des Heizsystems auftraten. Durch die hohen Temperaturen wurden mit der Zeit die Dichtungen porös und die Kollektoren verloren deutlich an Leistung. Das Glaubersalz war zudem nicht stabil und musste jährlich gewechselt werden. Das führte auch dazu, dass die Tanks mit dem Salz schnell rosteten und undicht wurden.
1954 wurde das solare Heizungssystem dann durch einen konventionellen Öl-Ofen ersetzt.
2010 wurde das Haus abgerissen.